# Медвеј
Медвеј (енгл. River Medway) је река у Уједињеном Краљевству, у Енглеској. Дуга је 113 km. Улива се у Северно море. 